# Philcoxia
Genre
Classification phylogénétique
Philcoxia est un genre de plante carnivore de la famille des Plantaginaceae et endémique du Brésil. Ses espèces ont la particularité de piéger les animaux enfouis sous le sable.

## Description
Il y a trois espèces dans ce genre (nommées d'après des États du Brésil) :
- Philcoxia bahiensis
- Philcoxia goiasensis
- Philcoxia minensis